# Miles Mussenden
Miles Mussenden é um ator e produtor musical britânico.

## Carreira
Nascido em Londres, Miles Mussenden e sua família se mudaram para o Brooklyn, onde, aos nove anos de idade, ele começou a atuar em peças escolares. Ele estudou na American Academy of Dramatic Arts. Depois de se formar no colegial, ele entrou no mundo da música com seus amigos e formou a Two Friends Records e a GrassRoots Entertainment, onde conseguiu artistas como Shabba Ranks. Desde então, ele voltou a atuar, eventualmente, recebendo um papel recorrente na série Army Wives. Ele foi escalado como Otis Johnson em Marvel's Cloak & Dagger, depois de ter tido papeis menores em outras produções do Universo Cinematográfico Marvel.

## Vida pessoal
Mussenden trabalha com a Front & Center, uma organização que "trabalha com a Juvenis Courts como uma intervenção ... para jovens em risco que cresceram em circunstâncias muito difíceis". Ele ensina uma variedade de técnicas de atuação e até de escrita.

## Filmografia
| Ano  | Título                        | Papel            | Notas          |
| ---- | ----------------------------- | ---------------- | -------------- |
| 2009 | Muted                         |                  | Curta-metragem |
| 2010 | Fighting Angels: Exodus       | Stone            |                |
| 2011 | The Change-Up                 | Advogado         | Não-creditado  |
| 2014 | Tom Sawyer & Huckleberry Finn | Jim              |                |
| 2015 | Love for Passion              | Darryl Love      | Curta-metragem |
| 2015 | Max                           | Capitão          |                |
| 2015 | The Atlantan                  | Antwoine         |                |
| 2016 | Flatbush Luck                 | Patrick          |                |
| 2016 | Wild Oats                     | Bernard          |                |
| 2017 | Megan Leavey                  | DI Villarreal    | Não-creditado  |
| 2017 | Spider-Man: Homecoming        | Guarda Florestal |                |
| 2017 | I, Tonya                      | Policial Tate    |                |

| Ano       | Título                        | Papel                     | Notas                                                |
| --------- | ----------------------------- | ------------------------- | ---------------------------------------------------- |
| 2009      | Fighting Angels: The Series   | Stone                     | 2 episódio                                           |
| 2010      | Gillian in Georgia            | Técnico Bob               | Episódio: "Coach"                                    |
| 2010-2013 | It's Supernatural             | Vários                    | 3 episódios                                          |
| 2011      | Single Ladies                 | Agente Federal (FBI)      | 2 episódios                                          |
| 2011      | Reed Between the Lines        | Homem                     | Episódio: "Let's Talk About Daddy's Little Girl"     |
| 2011-2012 | Army Wives                    | Sargento Bennett Billings | 3 episódios                                          |
| 2012      | Hidden City with Marcus Sakey | Mark Essex                | Episódio: "New Orleans"                              |
| 2013      | Second Generation Wayans      | Executivo Miles           | 1 episódio                                           |
| 2013      | Revolution                    | Capitão Winslow           | Episódio: "Ghosts"                                   |
| 2013      | Nashville                     | Agente Federal            | Episódio: "Don't Open That Door"                     |
| 2014      | Drop Dead Diva                | Agente Federal            | Episódio: "Desperate Housewife"                      |
| 2014      | Where's the Love?             | Tim                       | Filme para TV                                        |
| 2015      | Bloodline                     | Clive French              | 2 episódios                                          |
| 2015      | Secrets and Lies              | Técnico Mike              | 2 episódios                                          |
| 2015      | Complications                 | Foley                     | Episódio: "Outbreak"                                 |
| 2015      | Survivor's Remorse            | Oficial Diston            | Episódio: "The Date"                                 |
| 2016      | Greenleaf                     | Motorista                 | Episódio: "A Time to Heal"                           |
| 2016      | Game of Silence               | Comissário Parr           | Episódio: "Ghosts of Quitman"                        |
| 2016      | The Inspectors                | Hamilton Watkins          | Episódio: "Jamaican Lottery"                         |
| 2016      | Containment                   | Charlie                   | Episódio: "He Stilled the Rising Tumult"             |
| 2016      | Hidden America with Jonah Ray | Ayasu                     | Episódio: "Atlanta: Past, Present, Living, and Dead" |
| 2016      | Stranger Things               | M.P. Oficial Patrick      | Episódio: "Chapter Three: Holly, Jolly"              |
| 2016      | Ballers                       | Jeff                      | Episode: "Laying in the Weeds"                       |
| 2016      | Marvel's Luke Cage            | Guarda #3                 | Episódio: "Step in the Arena"                        |
| 2016      | Queen Sugar                   | Boogie                    | 2 episódios                                          |
| 2017      | Mr. Mercedes                  | Fuller                    | Episódio: "Ice Cream, You Scream, We All Scream"     |
| 2018-2019 | Marvel's Cloak & Dagger       | Otis Johnson              | Elenco principal                                     |